# Howe (Texas)
Howe è un centro abitato degli Stati Uniti d'America situato nella contea di Grayson dello Stato del Texas.
La popolazione era di 3.279 persone al censimento del 2010. Fa parte dell'area metropolitana di Sherman–Denison.

## Geografia fisica
Howe è situata a 33°30′18″N 96°36′51″W (33.505089, -96.614239).
Secondo lo United States Census Bureau, ha un'area totale di 3,9 miglia quadrate (10 km²).

## Società

### Evoluzione demografica
Secondo il censimento del 2000, c'erano 2.478 persone, 924 nuclei familiari e 693 famiglie residenti nella città. La densità di popolazione era di 641.2, per miglio quadrato (247,9/km²). C'erano 997 unità abitative a una densità media di 258,0 per miglio quadrato (99,7/km²). La composizione etnica della città era formata dal 94,87% di bianchi, lo 0,52% di afroamericani, lo 0,52% di nativi americani, lo 0,12% di asiatici, lo 0,08% di isolani del Pacifico, il 2,10% di altre razze, e l'1,78% di due o più etnie. Ispanici o latinos di qualunque razza erano il 4,56% della popolazione.
C'erano 924 nuclei familiari dei quali il 44,5% aveva figli di età inferiore ai 18 anni, il 56,5% erano coppie sposate conviventi, il 15,4% aveva un capofamiglia femmina senza marito, e il 25,0% erano non-famiglie. Il 21,4% di tutti i nuclei familiari erano individuali e il 9,1% aveva componenti con un'età di 65 anni o più che vivevano da soli. Il numero di componenti medio di un nucleo familiare era di 2,68 e quello di una famiglia era di 3,14.
31.9% della popolazione aveva meno di 18 anni, il 9,3% di persone dai 18 ai 24 anni, il 32,1% di persone dai 25 ai 44 anni, il 17,8% di persone dai 45 ai 64 anni, e l'8,9% di persone di 65 anni o più. L'età media era di 31 anni. Per ogni 100 femmine c'erano 89,6 maschi. Per ogni 100 femmine dai 18 anni in giù, c'erano 83,6 maschi.
Il reddito medio per nucleo familiare era di 34.963 dollari, e il reddito medio per famiglia era di 41.125 dollari. I maschi avevano un reddito medio di 34.625 dollari contro i 22.829 dollari delle femmine. Il reddito pro capite era di 15.664 dollari. Circa il 9,9% delle famiglie e il 12,4% della popolazione erano sotto la soglia di povertà, incluso il 12,4% di persone sotto i 18 anni e il 20,9% di persone di 65 anni o più.